# Xiphophorus xiphidium
Xiphophorus xiphidium es una especie de peces de la familia de los pecílidos en el orden de los ciprinodontiformes.

## Morfología
Los machos pueden alcanzar los 4 cm de longitud total y las hembras los 5 cm.

## Distribución geográfica
Se encuentran en América: México (Tamaulipas).